# Eurya castaneifolia
Eurya castaneifolia är en tvåhjärtbladig växtart som beskrevs av Vesque. Eurya castaneifolia ingår i släktet Eurya och familjen Pentaphylacaceae. Inga underarter finns listade i Catalogue of Life.